# Libertine (album)
Libertine – czwarty solowy album byłej wokalistki grupy Theatre of Tragedy i obecnej Leaves' Eyes - Liv Kristine Espenæs Krull.

## Lista utworów
1. Interlude
2. Solve Me
3. Silence
4. Vanilla Skin Delight
5. Panic
6. Paris Paris
7. Wait for Rain
8. Love Crime
9. Libertine
10. Meet Me in the Red Sky
11. The Man with the Child in His Eyes (Kate Bush cover)